# Кобзарівка (Богодухівський район)
Кобзарі́вка (стара назва — Брагівка) — село в Україні, у Валківській міській громаді Богодухівського району Харківської області.
Населення становить 204 особи у 2021 році. До 2020 орган місцевого самоврядування — Кобзарівська сільська рада.

## Географія
Село Кобзарівка знаходиться на відстані 2 км від сіл Шийки, Данильчин Кут, Козаченківка, Зайцівка і Довжик. По селу протікає пересихаючий струмок на якому зроблені загати.

## Назва
Село назване на честь Тараса Шевченка.

## Історія
12 червня 2020 року, розпорядженням Кабінету Міністрів України № 725-р «Про визначення адміністративних центрів та затвердження територій територіальних громад Харківської області», увійшло до складу Валківської міської громади.
19 липня 2020 року, в результаті адміністративно-територіальної реформи та ліквідації Валківського району, село увійшло до складу Богодухівського району.